# Terrance y Phillip
Terrance y Phillip son un dúo de comediantes canadienses ficticios de la popular serie de televisión estadounidense South Park. A diferencia de la mayoría de los personajes que aparecen en la serie, no están inspirados en la vida real. Terrance y Phillip son los protagonistas del show televisivo favorito de muchos de los niños de South Park (incluidos los protagonistas, Stan Marsh, Kyle Broflovski, Eric Cartman y Kenny McCormick).   
En la película, el lenguaje obsceno que estos personajes utilizan lleva a que todo el pueblo de South Park marche a Nueva York para quejarse ante la cadena televisiva. Las familias están preocupadas por la influencia que este lenguaje puede tener sobre sus hijos y forman un grupo contra los canadienses liderado por la madre de Kyle.

## Apariencia
Terrance tiene el pelo negro y lleva una camiseta roja que tiene escrita la letra "T". Además, como se puede apreciar en el capítulo 15, nunca lleva ropa interior porque se siente mejor cuando no la usa. Por otra parte, Phillip tiene cabello rubio y lleva una camiseta de color azul que tiene escrita la letra "P". Tampoco lleva ropa interior. El diseño de ambos personales es exactamente el mismo, solo se diferencian por el color del pelo, de la camisa y por la letra que llevan en ella. Como casi todos los canadienses en South Park, son geométricos y tienen pequeños ojos negros y brillantes. Sus bocas son una línea negra horizontal que divide la cabeza en dos partes y al hablar, estas dos partes se separan completamente.

## Apariciones en la serie
Aparecen en la película South Park: Más grande, más largo y sin cortes. En la misma, producto de sus canciones, son los causantes de uno de los grandes conflictos que aparecen en dicha serie. Una de estas fue la canción titulada Asses of Fire, cuyo significado en español sería "Traseros de fuego" donde realizaron una parodia de pedos acompañados por un policía canadiense.  
En el capítulo de la búsqueda del padre de Eric Cartman, protagonizan el episodio "No me voy sin mi ano, basada en un hecho real". En el mismo también aparece Saddam Hussein, entre otros. 
Existe un episodio dedicado a ambos personajes en donde ellos se disgustan entre sí. Sin embargo, al final del mismo se reconcilian, tras ver un documental especial llamado "Detrás del pedo".

## Biografía de los personajes
Son canadienses. Empezaron su carrera cuando eran niños, como se ve en el capítulo 5 de la quinta temporada, "Behind the Blow", cuando aparecieron en el programa de televisión estadounidense "The Ed Sullivan Show". En una de sus actuaciones, Terrance soltó un gas por accidente, lo que los hizo famosos gracias a su "humor pedorro".